# Когамшыл
Когамшыл (каз. Қоғамшыл) — село в Жамбылском районе Алматинской области Казахстана. Входит в состав Шиенского сельского округа. Код КАТО — 194281200.

## Население
В 1999 году население села составляло 258 человек (131 мужчина и 127 женщин). По данным переписи 2009 года, в селе проживал 271 человек (128 мужчин и 143 женщины).